# 三把火站
三把火站是一个京通线上的铁路车站，位于内蒙古自治区赤峰市松山区初头朗镇三把火村，建于1980年，目前为四等站，邮政编码为024035。目前客运：办理旅客乘降；不办理行李、包裹托运；货运：办理整车货物发到。